# Lac Nansen
Le lac Nansen est un lac d'origine glaciaire situé en Argentine, en Patagonie, dans le département de Río Chico de la province de Santa Cruz. Il se trouve dans son intégralité au sein du parc national Perito Moreno.

## Géographie
Le lac Nansen est d'un accès difficile. 
Il se présente sous la forme d'une étoile à 3 branches dont les trois extrémités se situent au nord-ouest, au nord-est et au sud. Par son extrémité nord-est, il reçoit les eaux du lac Azara.
Il fait partie du bassin versant du río Pascua qui se jette au Chili dans l'Océan Pacifique. 
Le lac Nansen s'intègre dans une chaîne de lacs glaciaires andins. Ses eaux se déversent par l'extrémité méridionale de son bras sud, dans le río Carrera qui se jette dans le río Mayer peu avant le franchissement de la frontière chilienne par ce dernier. 
Au Chili, le río Mayer se jette dans un des bras du lac San Martín/O'Higgins. Enfin les eaux de cette chaîne lacustre se retrouvent dans l'émissaire de ce dernier lac, le río Pascua.
Le lac est entouré de montagnes enneigées qui souvent tombent de manière abrupte dans ses eaux. 

## Climat
Le lac Nansen étant situé à l'extrême ouest du bassin du río Carrera, tout près de la frontière chilienne, ses alentours sont très arrosés. 
Le climat est ici humide et froid, amplifié par l'altitude. Le climat est influencé par l'anticyclone du Pacifique sud, lequel se charge d'amener l'humidité. Là où les sols et l'altitude le permettent s'étend près des rives la forêt andine humide, constituée avant tout de lengas (Nothofagus pumilio) et de ñires (Nothofagus antarctica).

## Tributaires
La branche nord-est du lac Nansen reçoit les eaux du lac Azara par l'intermédiaire d'un court émissaire, long de moins de 1,5 kilomètre. Le lac Azara reçoit lui-même les eaux du lac Belgrano et donc de toute la chaîne de lacs située en amont de ce dernier. 
Au niveau de son extrémité occidentale, le lac reçoit en outre le court émissaire du petit lac del Volcán, situé à moins de 500 mètres au nord-ouest, en direction de la frontière chilienne. 
Le lac recueille enfin l'eau d'une série de rivières petites ou moyennes, dévalant des montagnes qui l'entourent. 